# 柳家台站
柳家台站位于甘肃省古浪县柳家台村，是兰新铁路的一座火车站，等级为五等站，距兰州站231公里，距乌鲁木齐站1661公里，本站及相邻上下行区间均为电气化区段。本站不办理客货运业务。邮政编码为733109。